# Rouget
Pour les articles homonymes, voir Rouget (homonymie).
Taxons concernés
Certaines espèces des familles :
- Ordre Perciformes
  - Lutjanidae
  - Apogonidae
  - Mullidae
  - Nemipteridae
- Ordre Characiformes
  - Hemiodontidae
- Ordre Scorpaeniformes
  - Triglidaemodifier

Rouget est un nom vernaculaire ambigu donné en français à plusieurs espèces de poissons osseux le plus souvent méditerranéens, mais aussi d'Afrique et d'Asie.
Les grondins ou trigles (ordre des Scorpaeniformes), également couramment appelés « rouget », représentent plusieurs espèces de poisson.

## Répartition
Avec le réchauffement climatique, les rougets tendent à remonter vers le nord : ils sont maintenant communément pêchés en mer du Nord (en 1998, 60 % des prises françaises de cette espèce ont été débarqués à Boulogne-sur-Mer, et on le pêche jusque sur les côtes norvégiennes), mais avec des populations très fluctuantes (les débarquements annuels à Boulogne-sur-mer varient dans les années 2000  de + 80 % à – 50 % par rapport à l'année précédente).

## Caractéristiques
Le rouget vit en petit groupe ou en couple sur les fonds de sable et de graviers à la lisière des prairies de posidonies et des roches. Sa robe rayée couleur brun sable lui permettrait de bien se dissimuler aux yeux de ses prédateurs s'il n'était sans cesse en action, tête dans le sable avec ses deux barbillons. Fouissant le sol meuble, il recherche les petits vers et les crustacés dont il se nourrit. Il soulève des petits nuages de sédiment et laisse des traces très visibles sur le sol.

## Liste de poissons dénommés «Rouget»
Cette liste comporte d'une part des variétés de rougets, mais d'autre part des noms de poissons incluant le mot « rouget »,. La plupart appartiennent à la famille des Mullidae.
| Nom usuel                    | Nom(s) scientifique(s) |
| ---------------------------- | --- |
| Rouget                       | Helicolenus dactylopterus, Hemiodus quadrimaculatus, Lutjanus argentimaculatus, Pseudupeneus prayensis, Upeneus taeniopterus |
| Rouget à ligne jaune         | Mulloidichthys flavolineatus                                                                                                 |
| Rouget à longs barbillons    | Parupeneus macronemus |
| Rouget à queue rayée         | Upeneus vittatus |
| Rouget à trois bandes        | Parupeneus multifasciatus |
| Rouget barberin              | Parupeneus barberinus |
| Rouget de jour               | Nemipterus peronii |
| Rouget de nuit               | Lutjanus adetii |
| Rouget de mer Rouge          | Parupeneus forsskali |
| Rouget de roche              | Mullus surmuletus, Parupeneus macronemus, Upeneus moluccensis (BLEEKER, 1855)                                                |
| Rouget de vase               | Mullus barbatus |
| Rouget du Sénégal            | Pseudupeneus prayensis |
| Rouget jaune                 | Parupeneus cyclostomus |
| Rouget lippu                 | Parupeneus trifasciatus |
| Rouget-barbet                | Mullus barbatus, Mullus surmuletus, Parupeneus ciliatus, Pseudupeneus prayensis                                              |
| Rouget-barbet à bande noire  | Parupeneus forsskali |
| Rouget-barbet à tache noire  | Parupeneus spilurus |
| Rouget-barbet bandeau        | Parupeneus macronemus |
| Rouget-barbet barberin       | Parupeneus barberinus |
| Rouget-barbet cinnabare      | Parupeneus cinnabarinus, Parupeneus heptacanthus                                                                             |
| Rouget-barbet de roche       | Mullus surmuletus |
| Rouget-barbet de vase        | Mullus barbatus |
| Rouget-barbet doré           | Mullus auratus, Parupeneus cyclostomus, Parupeneus luteus                                                                    |
| Rouget-barbet double-tache   | Parupeneus trifasciatus |
| Rouget-barbet du Levant      | Upeneus asymmetricus (LACHNER, 1954)                                                                                         |
| Rouget-barbet du Sénégal     | Pseudupeneus prayensis |
| Rouget-barbet de Thaïlande   | Parupeneus cinnabarinus, Parupeneus heptacanthus                                                                             |
| Rouget-barbet du Vietnam     | Parupeneus cinnabarinus, Parupeneus cyclostomus, Parupeneus heptacanthus, Parupeneus luteus                                  |
| Rouget-barbet indien         | Parupeneus indicus |
| Rouget-barbet pastille       | Parupeneus pleurostigma |
| Rouget-barbet sellé          | Parupeneus rubescens |
| Rouget-barbet tacheté        | Pseudupeneus maculatus |
| Rouget-barbet trille         | Pseudupeneus grandisquamis                                                                                                   |
| Rouget-souris                | Upeneus moluccensis |
| Rouget-souris à bande sombre | Upeneus tragula |
| Rouget-souris aurore         | Upeneus sulphureus |
| Rouget-souris bande d'or     | Upeneus moluccensis |
| Rouget-souris bensasi        | Upeneus japonicus |
| Rouget-souris mignon         | Upeneus parvus |
| Rouget-souris orangé         | Upeneus vittatus |
| Rouget-souris rayé           | Upeneus taeniopterus |
| Autres poissons...           | . |
| Marignan rouget              | Sargocentron praslin, Sargocentron rubrum                                                                                    |
| Perche rouget                | Etelis carbunculus |
| P'tit rouget                 | Lutjanus jocu |
| Roi des rougets              | Apogon imberbis |
| Rouget camard                | Trigloporus lastoviza (BRUNNICH, 1768)                                                                                       |
| Rouget grondin               | Lepidotrigla cadmani |
| Rougette                     | Epinephelus fasciatus |
| Rouget volant                | Dactylopterus volitans |

## Dénominations commerciales officielles des Rougets en France
La répression des fraudes française ne reconnait pas l'appellation « rouget de roche », ce poisson vivant dans les fonds sableux ou gravillonneux. De plus, seul le « rouget-barbet tacheté » et le « rouget-barbet du Sénégal » ont droit réglementairement à l'appellation commerciale « rouget », sans autre précision.
| Nom scientifique        | Autre nom scientifique  | Dénomination commerciale                                                      |
| ----------------------- | ----------------------- | ----------------------------------------------------------------------------- |
| Mullus barbatus         | .                       | Rouget-barbet de vase, Rouget-barbet                                          |
| Mullus surmuletus       | .                       | Rouget-barbet de roche, Rouget-barbet                                         |
| Parupeneus barberinus   | .                       | Rouget-barbet barberin                                                        |
| Parupeneus indicus      | .                       | Rouget-barbet indien                                                          |
| Parupeneus luteus       | Parupeneus cyclostomus  | Rouget-barbet doré, Rouget-barbet du Vietnam                                  |
| Parupeneus cinnabarinus | Parupeneus heptacanthus | Rouget-barbet cinnabare, Rouget-barbet du Vietnam, Rouget-barbet de Thaïlande |
| Pseudupeneus maculatus  | .                       | Rouget-barbet tacheté, Rouget                                                 |
| Pseudupeneus prayensis  | .                       | Rouget-barbet du Sénégal, Rouget                                              |
| Upeneus moluccensis     | .                       | Rouget-souris bande or, Rouget-souris                                         |

## Acceptions plus anciennes
D'après Émile Littré, auteur du dictionnaire de la langue française, le rouget est défini ainsi : « 
- Nom vulgaire d'un poisson de mer, dit aussi barbeau de mer, barbarin et barborin, mullus barbatus.
- Nom donné, dans plusieurs localités, à la trigle grondin ou rouget grondin, trigla cuculus[10]. »

## Galerie

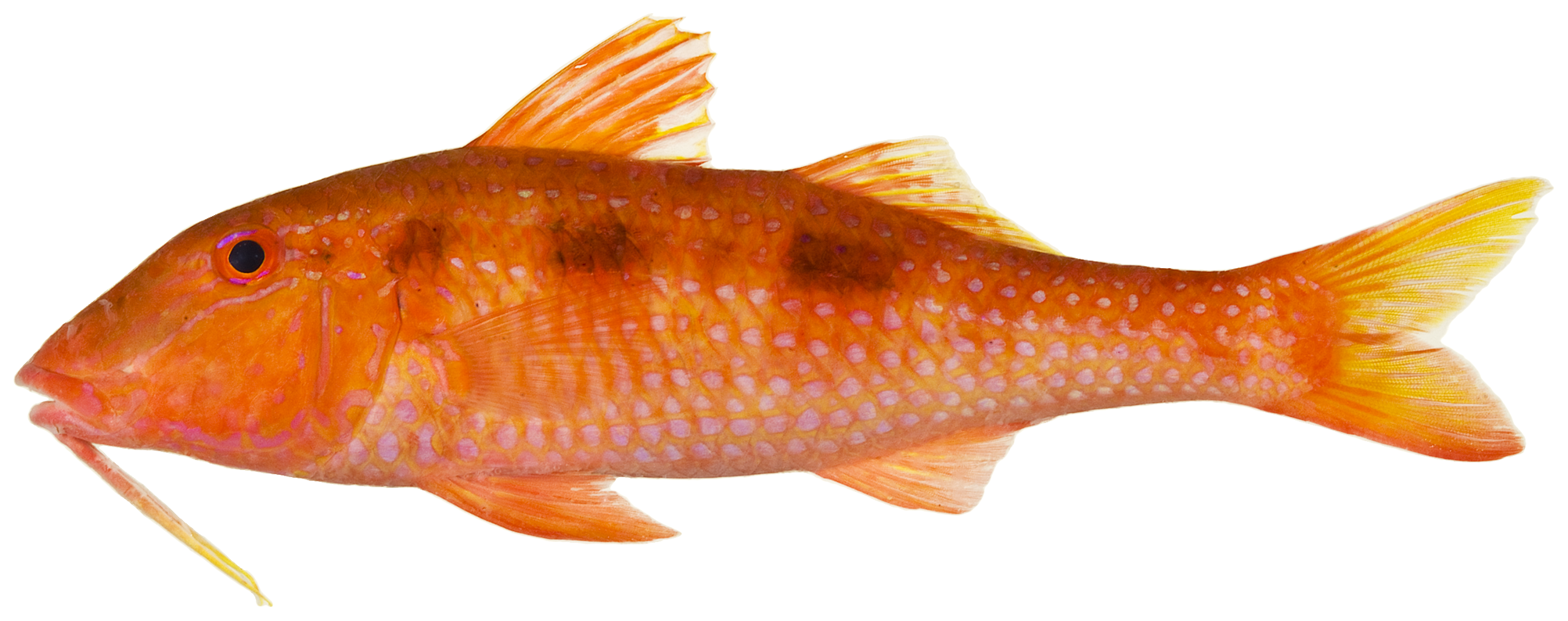
Pseudupeneus maculatus
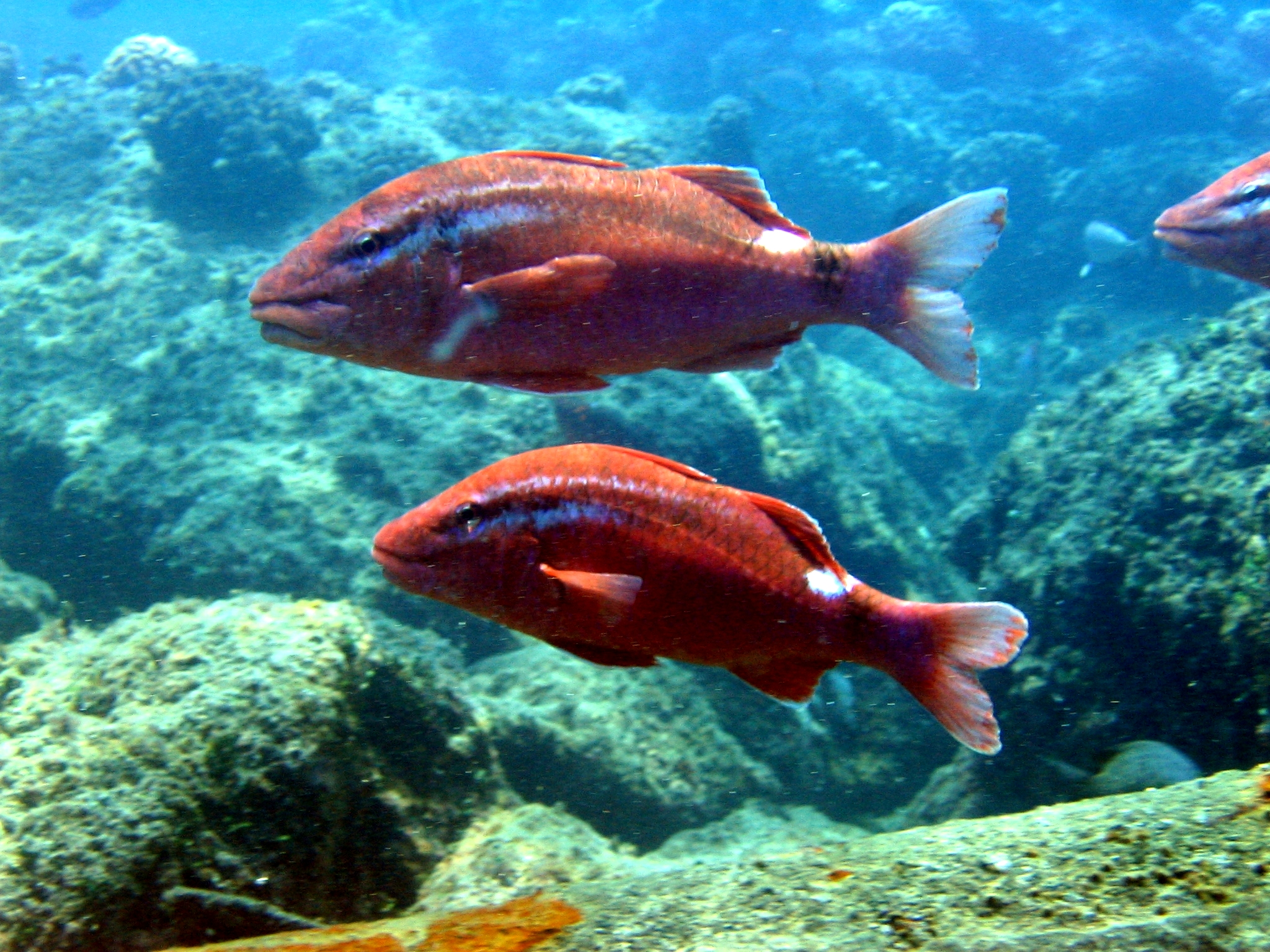
Parupeneus porphyreus
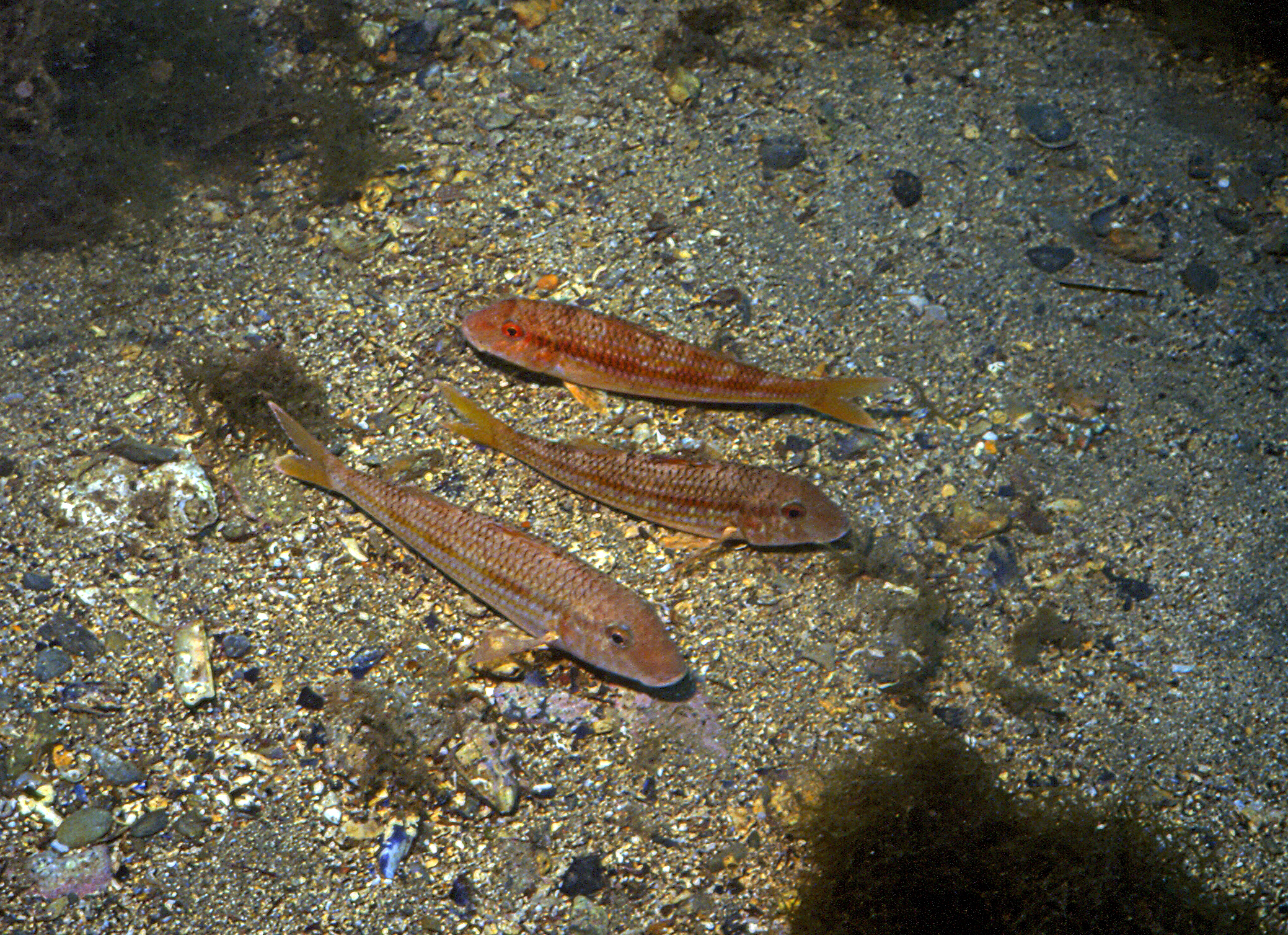
Mullus barbatus
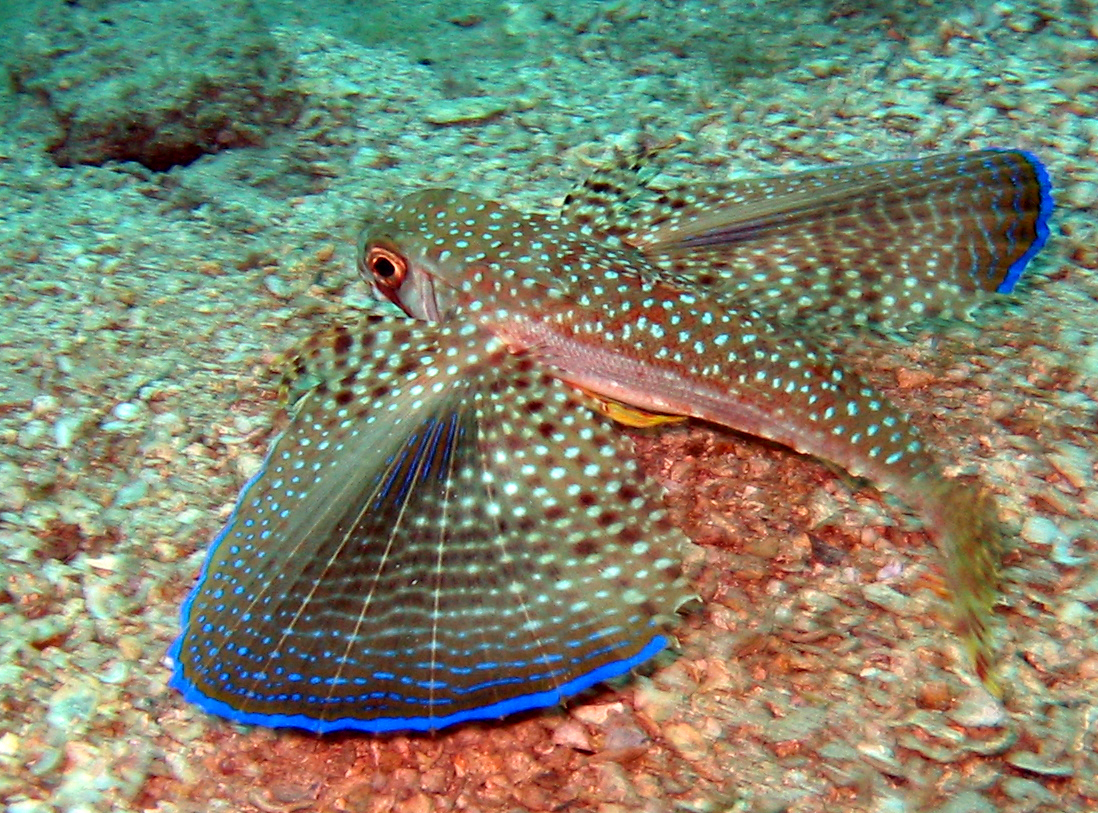
Rouget volant
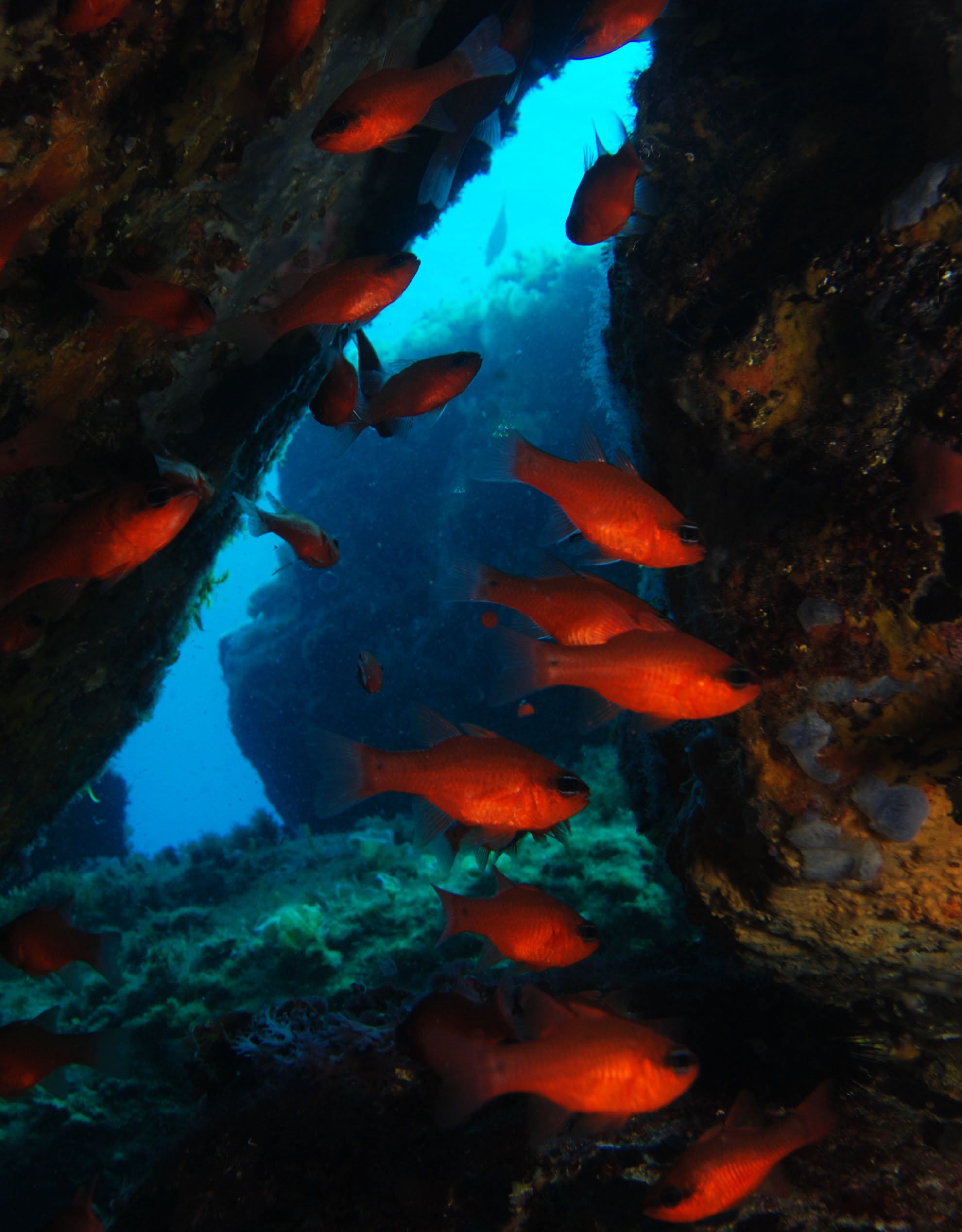
Roi des rougets

Pêche, alimentation et gastronomie
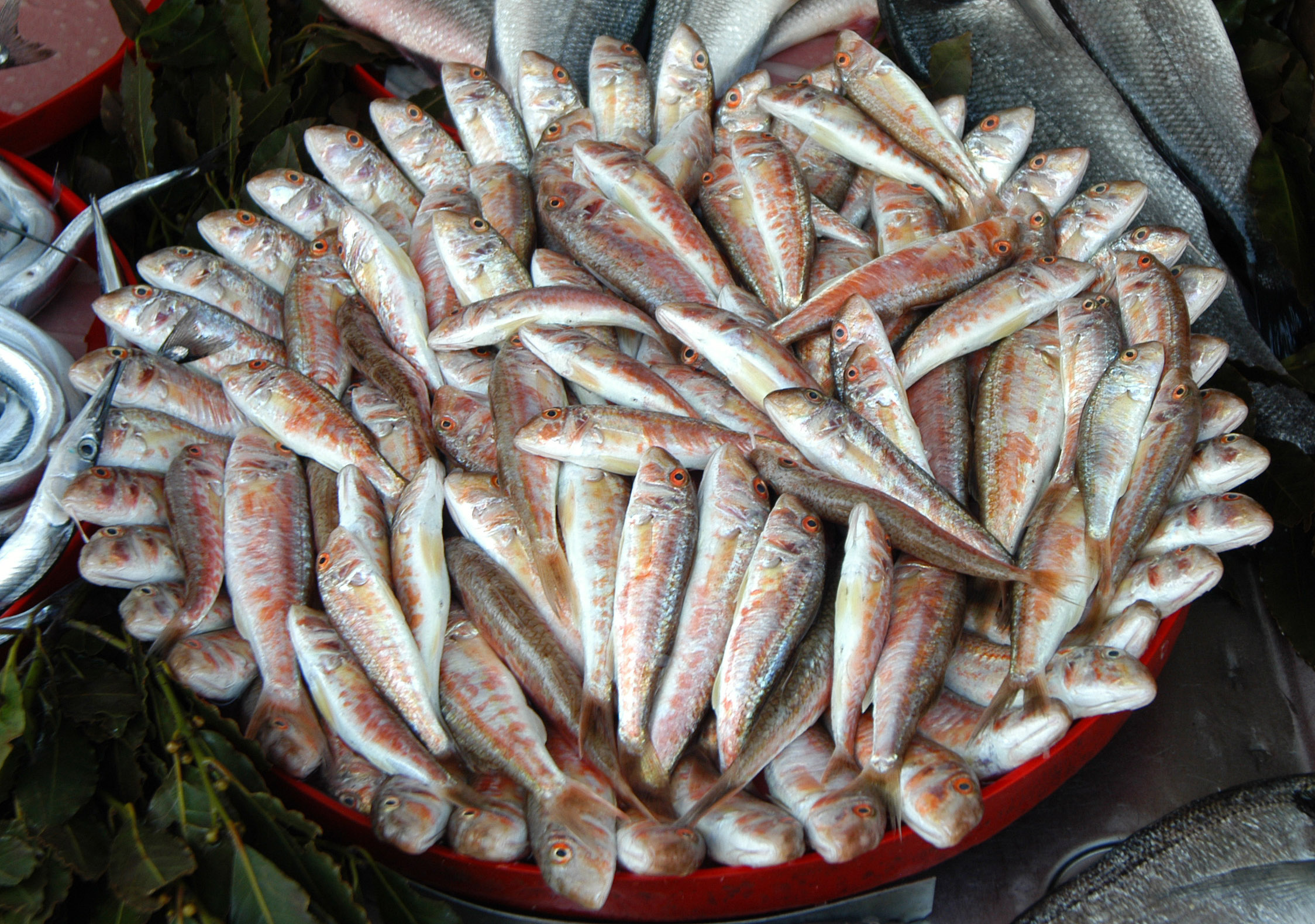
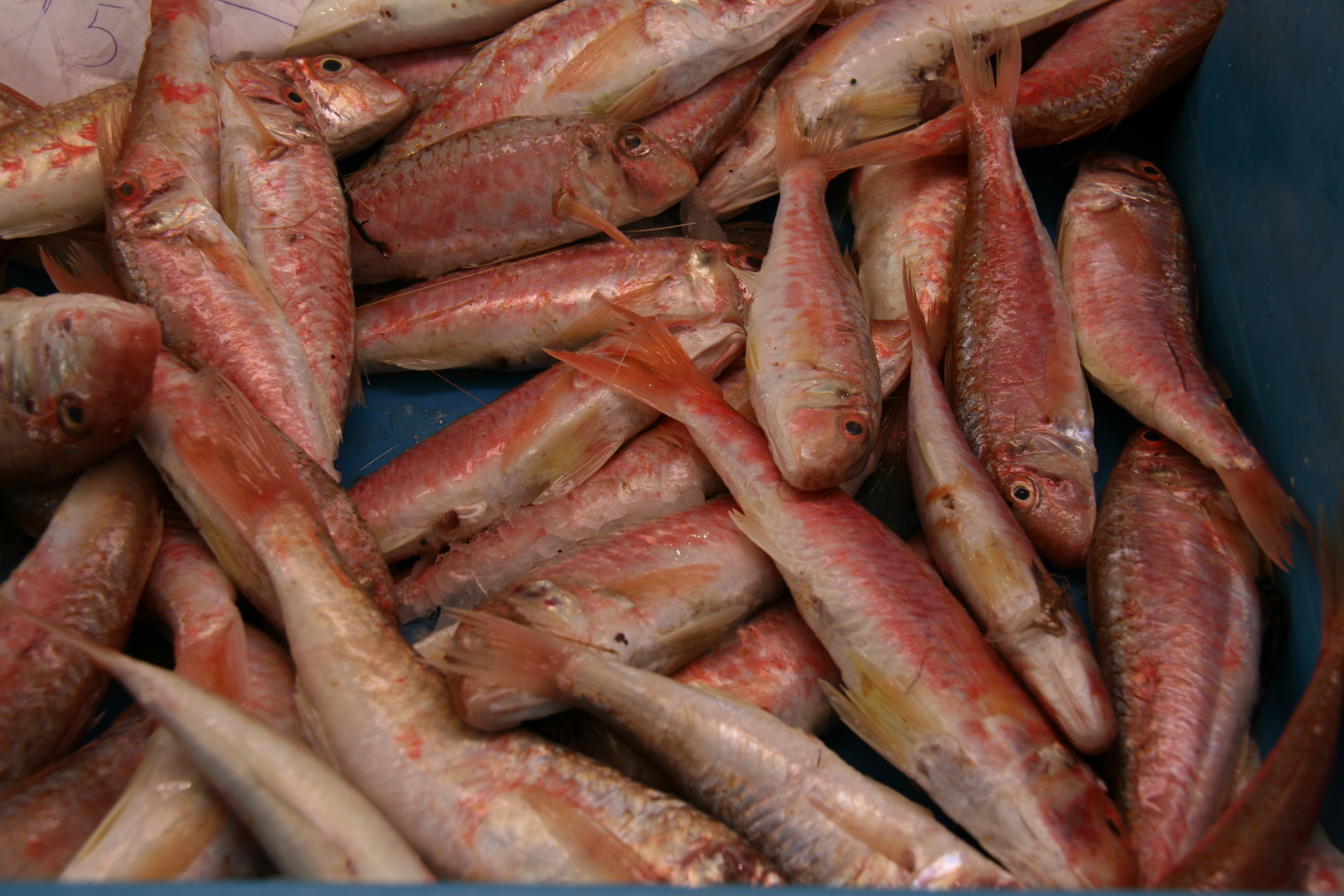
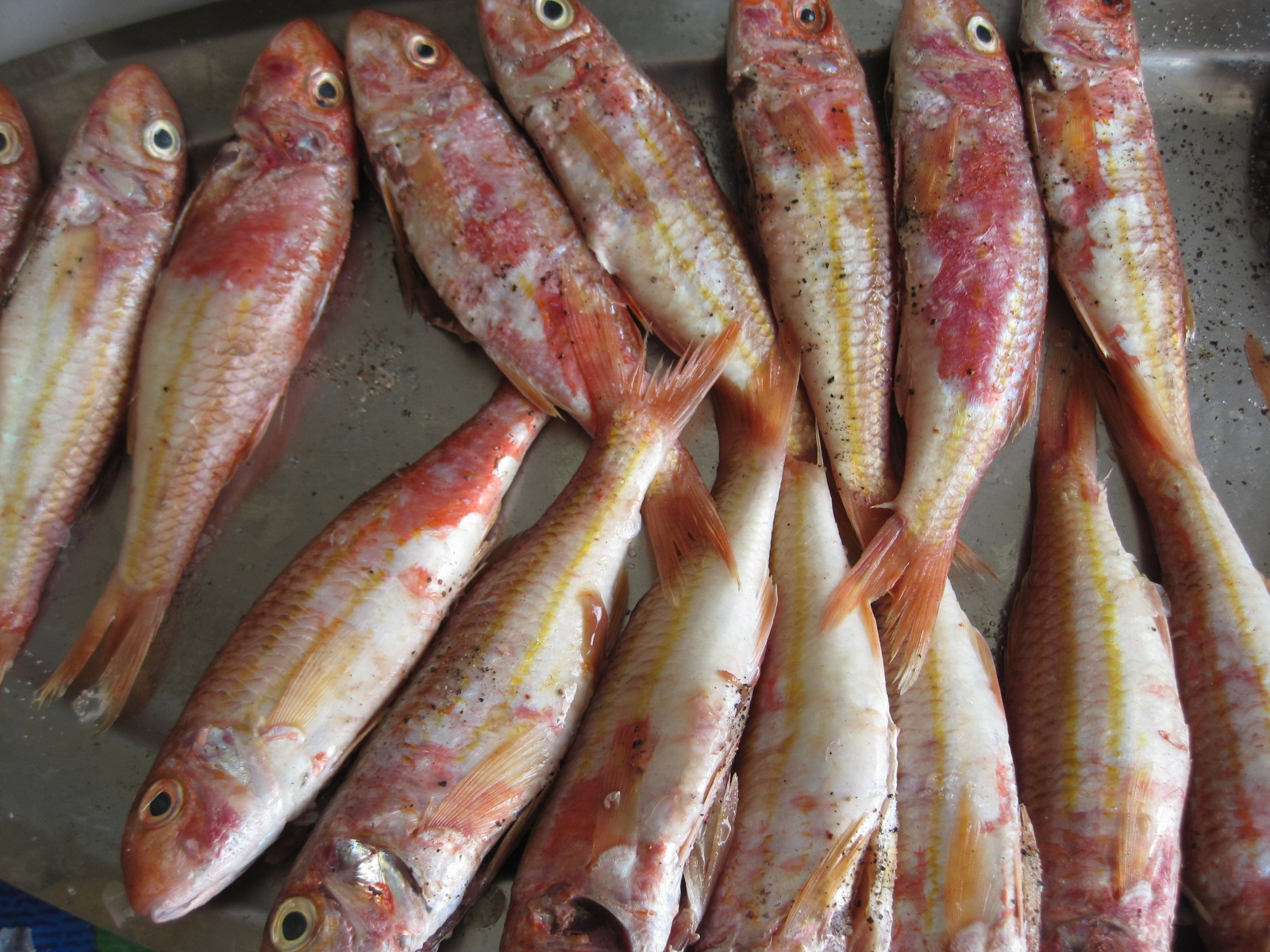
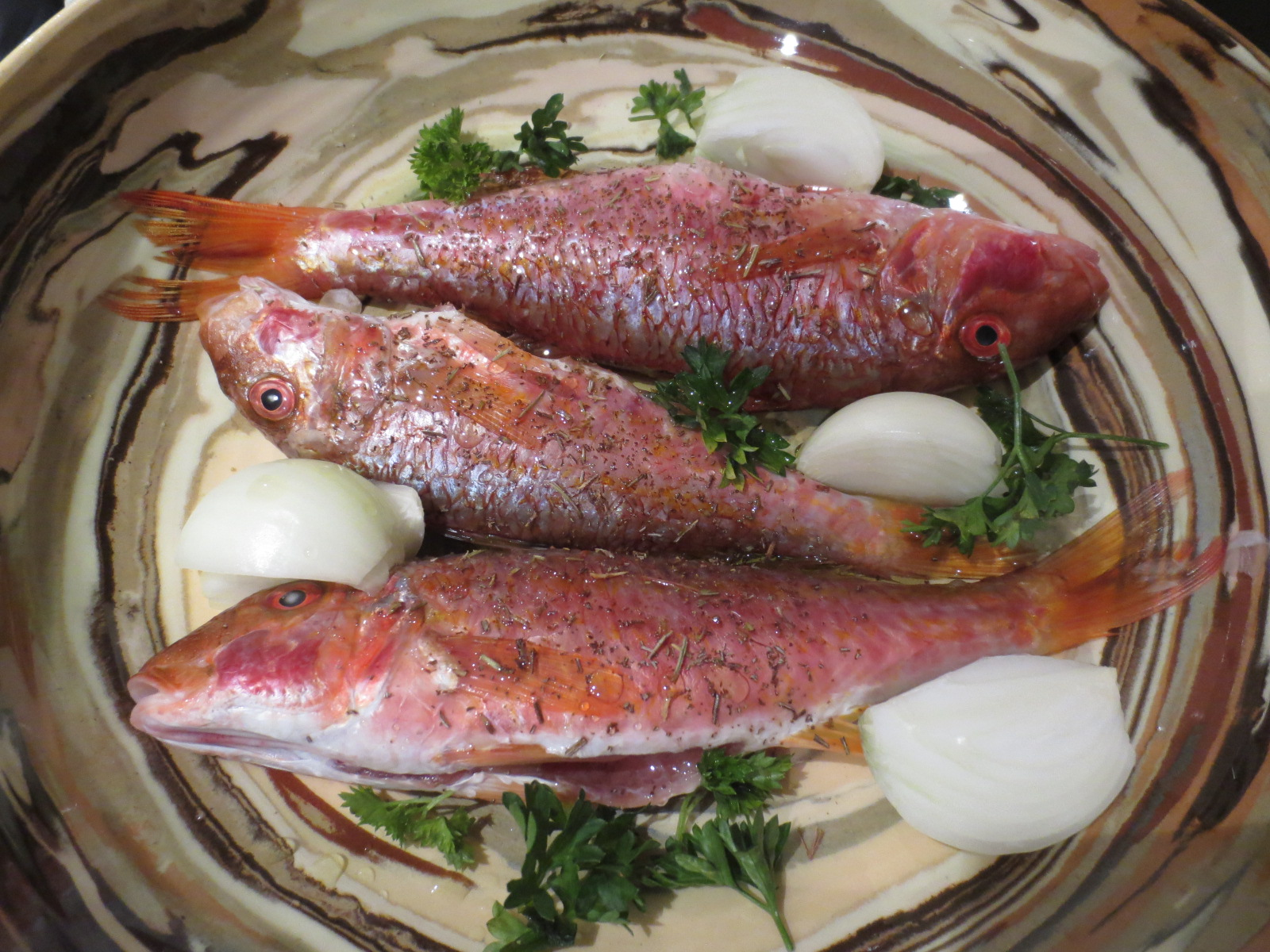

Arts
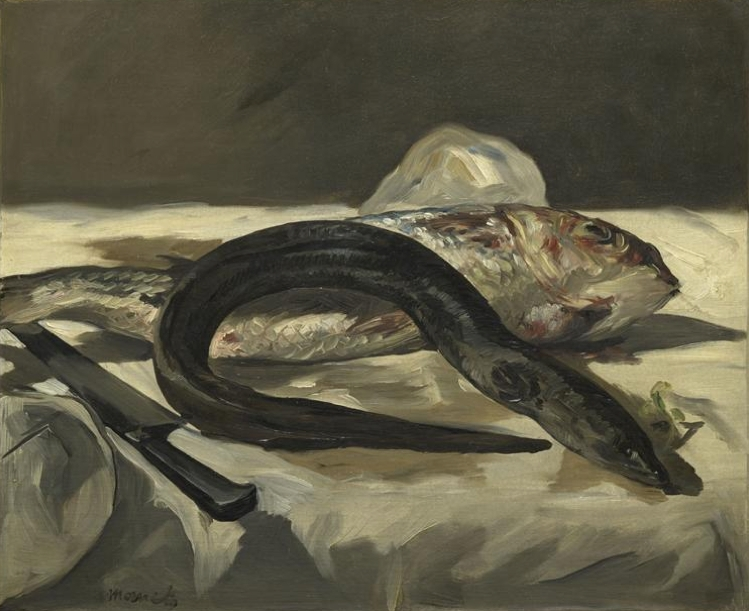
Rouget et Anguille, d’Édouard Manet (1864).